# Oppidum de Corent

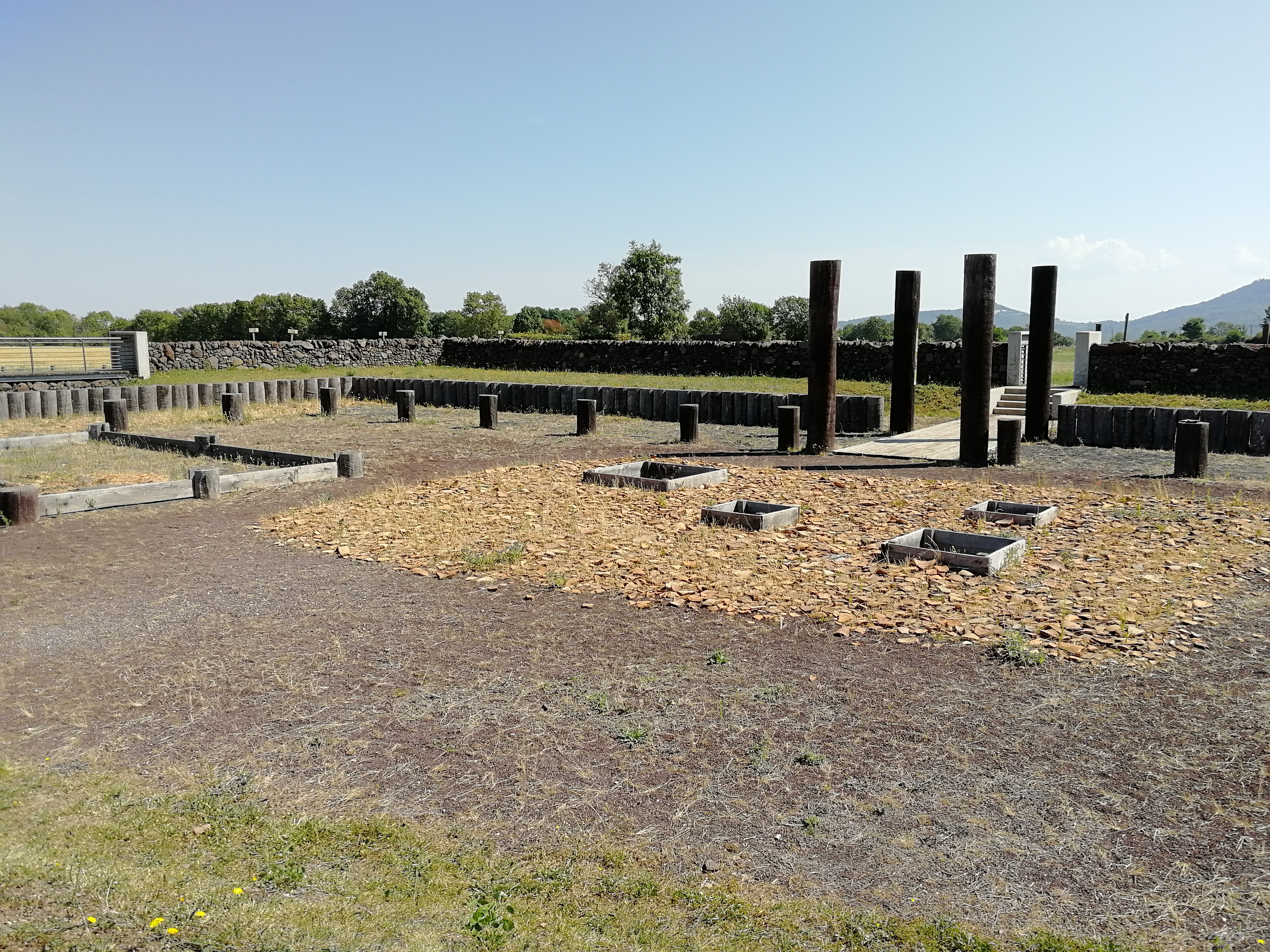
Centre du sanctuaire

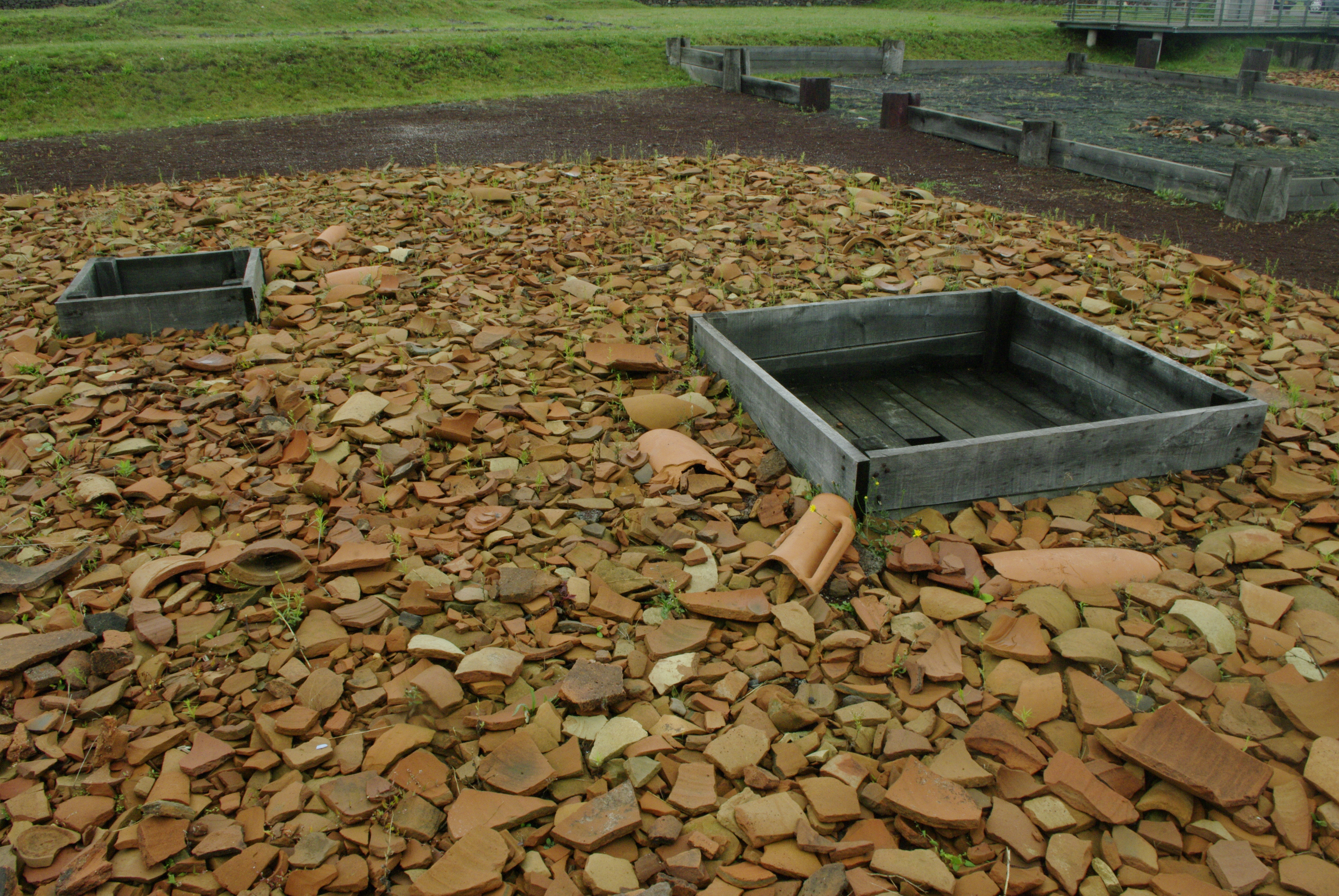
Fosse à libations du sanctuaire de Corent

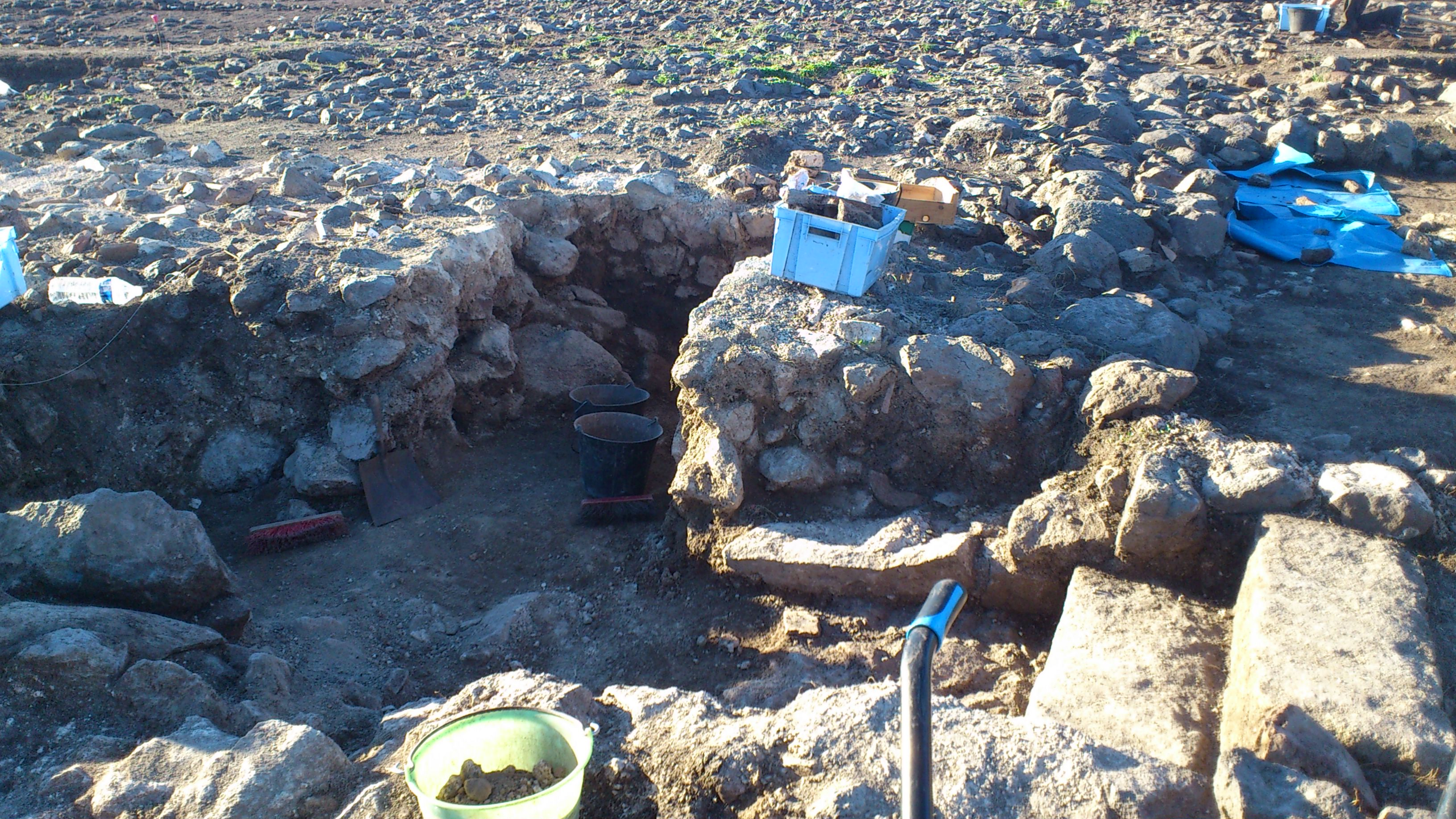
Escalier de cave en cours de dégagement (2013)

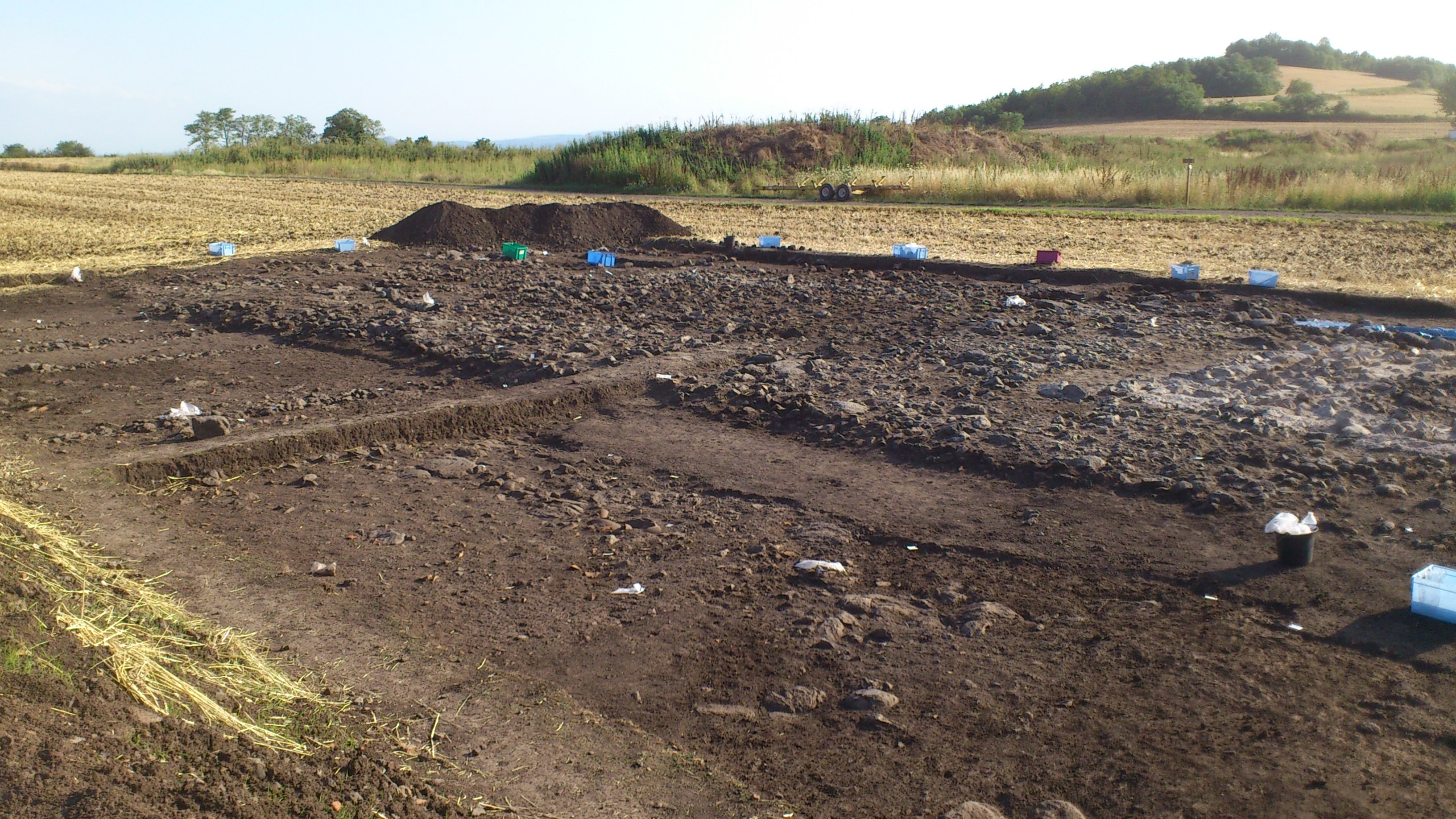
Fouilles de Corent (atelier de potier, 2013)

L’oppidum de Corent, également appelé oppidum du Puy de Corent, est un oppidum gaulois fondé par le peuple des Arvernes. Il est situé à cheval entre les communes de Corent et de Veyre-Monton, dans le département du Puy-de-Dôme, en Auvergne. Occupé à partir du troisième quart du IIe siècle av. J.-C., durant la période de La Tène finale, de La Tène D1 à la période augustéenne, il est progressivement abandonné au lendemain de la guerre des Gaules. L'époque romaine voit la reconstruction du sanctuaire à l’origine de l’occupation, associé à un petit théâtre, marquant le centre d'une nouvelle agglomération qui perdure au moins jusqu'au IIIe siècle. La surface recouverte par l'oppidum est estimée à environ 50 hectares.
Au vu des découvertes archéologiques, l’oppidum de Corent est considéré à l’heure actuelle comme la capitale des Arvernes jusqu’à la veille de la conquête romaine et pourrait, à ce titre, être la Nemossos dont parle Strabon dans sa Géographie.

## Historique des fouilles

### Découvertes fortuites et premières collectes d'artéfacts
La partie sommitale du Puy de Corent a été mise en culture au XIXe siècle. Les labours effectués alors ont permis la remontée et le ramassage de petits artéfacts (objets archéologiques). Aussi, dès le milieu du XIXe siècle, les premières campagnes de fouilles ont été mises en place. Ainsi, Jean-Baptiste Bouillet est le premier à fouiller le site. Il est suivi en 1856 par messieurs Grange et Fabre qui montrent le riche potentiel archéologique du site. À la suite de ces recherches, le plateau est fréquenté par des antiquaires et ramasseurs venus se constituer une collection.
Les fouilles reprennent dans le courant des années 1930, avec une première campagne en 1935 dans le secteur nord-est du plateau, menée par le docteur Bruyère. Une autre série de prospections et de fouilles, menées par Jean-Raymond Terrisse, s'est déroulée entre 1937 et 1939. Pierre-François Fournier a également fouillé le plateau à cette époque.
En 1969, la sépulture collective néolithique qui occupait l'un des sommets du plateau est fouillée.
Toutes ces recherches ont permis essentiellement de recueillir un important volume de mobilier archéologique, à partir duquel une première proposition de chronologie a pu être faite. Elles confirment également la grande superficie de l’occupation.

### Campagnes de fouilles Guichard et Collis
Les recherches reprennent à la fin des années 1980 avec un ensemble de prospections en 1988, suivies de sondages effectués en 1991 sous la direction de Vincent Guichard (directeur du Centre Archéologique Européen de Bibracte) et John Collis (université de Sheffield). Ces sondages, en estimant la densité des vestiges sur le plateau, permettent un resserrement des recherches dans les zones les plus riches en vestiges, notamment sur une parcelle au centre de l'oppidum.
Cette parcelle a fait l'objet de campagnes de fouilles plus extensives en 1992-1993, sous la direction des mêmes archéologues. Ces recherches ont abouti à la découverte du sanctuaire gallo-romain. La taille de ce sanctuaire reste alors incertaine, mais la structure semble recouvrir la totalité de la parcelle agricole concernée par les fouilles, ce qui suppose un périmètre de près de 60 m de côté.

### Campagnes de fouilles de Matthieu Poux
Une campagne de fouilles est programmée en 2001 sur le sanctuaire, sous la direction de Matthieu Poux (université Lumière Lyon 2). Renouvelées jusqu'en 2008, ces campagnes sont à l'origine de l'essentiel de nos connaissances sur le site.
Les fouilles programmées de 2001 à 2004 s’intéressent essentiellement au sanctuaire, découvrant la majorité de sa surface, précisant et élargissant sa chronologie et les différentes phases de son occupation. La fondation du sanctuaire est remontée au IIe siècle av. J.-C., à la veille de la conquête de la Narbonnaise,.
En 2004, une première zone est sondée hors du sanctuaire, ouvrant la voie à une campagne tri-annuelle, de 2005 à 2007 qui explore les abords immédiats au nord du sanctuaire. Cette recherche est validée en 2008 par une campagne de fouilles de complément. Le résultat de cette série de recherches est la mise au jour d'un quartier aristocratique et artisanal. Les datations établies pour celui-ci confortent les résultats obtenus pour le sanctuaire, à la seule différence que le quartier artisanal semble avoir été abandonné à la veille de la période augustéenne.
Malgré ces résultats, la poursuite des recherches a été arrêtée en 2009.

### Mise en valeur du site et reprise des fouilles triennales
Lors de cette interruption des fouilles programmées, le Conseil départemental du Puy-de-Dôme, propriétaire du site depuis 2007, procède à des travaux de mise en valeur du site, dans l'optique de permettre un meilleur accueil du public. Ces travaux conduisent à la découverte fortuite au niveau du péribole du sanctuaire des restes d'un trophée militaire constitué de quatre boucliers à umbo, d'une cotte de mailles, d'une épée, et d'une enseigne militaire en forme de sanglier, en tôle de bronze. Trois bagues en or sont également mises au jour à proximité. Le tout prend place immédiatement au nord de l'édifice.
En 2010, les fouilles reprennent, concentrées cette fois sur l'esplanade supposée à l'est du sanctuaire. Une fouille préalable a précédé la mise en place d'un second programme tri-annuel (2010-2013).
Depuis 2013, les fouilles se sont déplacées à l'ouest, de l'autre côté du sanctuaire. Des habitations d'époque gallo-romaine ont été mises en évidence et ont permis d'infirmer la thèse jusque-là envisagée de l'abandon total du plateau après la conquête romaine.
En 2018, les fouilles s'éloignent du centre du plateau pour explorer des zones jusque-là peu touchées par les recherches, abordant notamment la question du rempart et cherchant à préciser l'organisation des vestiges au niveau du lac du puy.
La campagne de fouille commencée à l'été 2024 a mis au jour, pour la première fois en Europe, un atelier monétaire. Les artefacts retrouvés non seulement donnent à voir comment les Arvernes battaient monnaie, mais apportent un nouvel éclairage sur toute une dimension politique, sociologique et économique de leur culture.

## Période de La Tène
Seules seront abordées ici les structures appartenant à l’oppidum proprement dit, c’est-à-dire les structures du second âge du fer, ainsi que les vestiges d'époque romaine.

### Le sanctuaire
Le sanctuaire est, à l’heure actuelle, la plus ancienne structure laténienne identifiée sur l’emprise de l’oppidum, lequel oppidum semble s’être constitué autour de l’enceinte consacrée. Il est également le seul bâtiment connu à subsister après l’abandon de la ville consécutif à la conquête romaine et au transfert du pouvoir politique à Gergovie puis Augustonemetum, la future Clermont-Ferrand. Le sanctuaire, fondé dans le dernier quart du IIe siècle av. J.-C., ne sera définitivement abandonné qu'au IIIe voire au tout début du IVe siècle apr. J.-C. Sa période d'activité couvre donc plus de quatre siècles.
Il se présente tout d'abord comme un enclos quadrangulaire d’environ 45 sur 42 m de côté avec un accès, probablement pourvu d’un porche monumental, situé sur la façade est. Il est, à l’époque gauloise, décoré de crânes d’animaux sacrifiés et de trophées guerriers constitués notamment d’armes comme celui retrouvé lors des travaux de mise en valeur du site. Cette pratique est néanmoins en recul dans le monde gaulois lors de la fondation du site et le sanctuaire de Corent est davantage un sanctuaire dédié aux sacrifices de commensalité.
L'enclos religieux est fondé par la mise en place, au plus tard dans le dernier quart du IIe siècle av. J.-C., d’une première palissade ceinturant l’espace sacré (lequel répond à la définition même du terme grec téménos). Cette palissade est installée en fond de fossé, ce dernier correspondant peut-être à l'état initial de la sacralisation du lieu pour l'ancrer physiquement dans le sol et l’espace. Quelques trouvailles en fond de fossé suggèrent une fondation encore antérieure, allant peut-être jusqu'au IIIe siècle av. J.-C., mais ces éléments ne sont pas en nombre suffisant pour valider cette hypothèse. Le site sera ensuite remanié vers 80 av. J.-C., la palissade est alors remplacée par quatre galeries monumentales couvertes (quadriportique) constituées, sur l'extérieur, de poteaux en quinconce liés par du torchis. Les proportions des colonnades intérieures, ménageant une couverture de plus de six mètres de large, respectent un système de mesure d'origine grecque. Les dimensions de l'espace sacré sont légèrement agrandies, la longueur d'un côté passant à près de 50 mètres. Deux petits bâtiments cultuels (enclos ou édifice couvert de 10 mètres sur 8 considérés comme un lieu d'activité sacrificielle scindé en deux pôles, sacrifice d'animaux dans le bâtiment septentrional, « sacrifice » d'amphores par décolletage des récipients par lame dans le bâtiment méridional), érigés de part et d'autre de l'axe est-ouest du sanctuaire, sont présents dès la fondation du site. Ils sont accompagnés de cuves libatoires destinées à sacrifier du vin aux Dieux, pouvant être interprétées comme des offrandes effectuées en lʼhonneur de divinités chtoniennes, alors que le foyer où sont cuites les viandes d'animaux sacrifiés (les déchets de la découpe sont offerts aux dieux alors que les morceaux nobles sont consommés au cours de banquets suivant les sacrifices d'animaux) dégage des fumées interprétées comme des offrandes aux divinités ouraniennes. Enfin, près de l’entrée, un atelier de frappe monétaire a pu être identifié, notamment par la présence de coins et de ratés de fabrication. Les petites pièces de bronze arverne dites « au renard » semblent notamment avoir été frappées là.
Au lendemain de la guerre des Gaules, l’espace sacré subit une nouvelle réfection, la galerie en bois étant remplacée par une galerie maçonnée en pierre calcaire. Le fossé est rebouché à cette occasion. La structure interne du sanctuaire ne change alors pas, elle subit simplement la même opération de reconstruction en pierre. Un croquis montrant le temple en élévation qui a été fait à cette occasion a pu être retrouvé en 2004 par l'équipe de fouilles.
La dernière modification architecturale du sanctuaire se déroule à l'extrême fin du IIe siècle apr. J.-C. Le péribole maçonné est alors abattu et un portique monumental est construit en plusieurs étapes. Les deux bâtiments cultuels sont regroupés en un seul fanum qui a un plan classique à cella et galerie périphérique, placé face à l'entrée.

### La place publique
Soupçonnée dès la découverte des traces du porche monumental du sanctuaire, l’ampleur de l’esplanade ne sera confirmée que lors de la campagne de fouilles 2010.
De forme trapézoïdale, sa surface, apparemment vierge de toute construction, est estimée à 4 000 m2, soit environ deux fois celle du sanctuaire. Elle est par ailleurs pourvue d’un portique à son extrémité orientale, faisant écho au porche monumental du sanctuaire. L'emplacement de ce parvis, et partant, celui du sanctuaire, semble avoir été dicté par une remontée naturelle du substrat rocheux. Il apparaît d'ailleurs que ce substrat a fait l'objet d'une entreprise de terrassement.
L'esplanade remplit les mêmes fonctions qu’une agora grecque ou qu’un forum romain, permettant, outre des activités profanes liées aux bâtiments à vocation commerciale et artisanale environnants, le rassemblement d'une foule nombreuse lors de la tenue d'évènements religieux ou politiques d'importance.

### Les bâtiments résidentiels et artisanaux
En 2004, avec un premier sondage, puis en 2005, de manière plus extensive, les fouilles commencent à aborder l’extérieur du sanctuaire. Plusieurs bâtiments interprétés comme étant des résidences aristocratiques sont alors découverts.
Le premier d'entre eux, exhumé dès 2004, a été baptisé « Habitat A ». Situé immédiatement au nord du sanctuaire, de l'autre côté d'une voie de communication longeant le péribole. l'habitat A est la première structure profane à avoir été mise au jour. Existant dès la fondation de l'oppidum, remanié vers 80 av. J.-C., il est abandonné après la guerre des gaules, au début du règne d'Auguste, probablement à la suite de la fondation du nouveau chef-lieu, la future Clermont-Ferrand. Le mobilier retrouvé permet de qualifier cet habitat d'aristocratique. Les pièces les plus récentes traduisent cependant une romanisation poussée. Une paire de fibules en or découvertes en 2005 est susceptible, par exemple, d'avoir été portée par un officier de l'armée romaine. La découverte, dans le même corps de bâtiment, d'une boîte à sceau tardo-républicaine semble aller dans le même sens.
Au nord de l'Habitat A et datant lui aussi de la fondation du sanctuaire, se trouve un second ensemble, baptisé « Habitat B ». Il prend la forme d'un grand bâtiment de plus de 240 m2, pourvu d'une petite dépendance sur sa façade sud. L'ensemble donne sur une cour enclose occupant le reste de la parcelle. Outre les traces évidentes d'une fonction résidentielle, les archéologues ont pu retrouver des traces d'artisanat, de tableterie (fabrication de perles, dés en os) notamment, mais surtout, de boucherie. Vers 80 av. J.-C., le bâtiment est détruit et remplacé par deux structures plus légères.
À l'est de ces deux bâtiments et au nord de l'esplanade du sanctuaire, se trouve un ensemble de bâtiments (baptisé Complexe C) regroupé autour d’une cour centrale de 120 m2. Les fouilles y ont révélé les traces d’une activité artisanale et commerciale variée (comme l'atteste la découverte de monnaies et jetons de comptabilité associés à des vestiges de balance : poids, fléau), plusieurs ateliers d'artisans et échoppes de commerçants, disposant de portiques, sont réparties dans quatre halles longues de 20 m et enserrent une place de marché. Les archéologues ont pu identifier un atelier de bronzier (confection d'objets de parure à partir d'un four et d'une enclumette sur billot de bois), une menuiserie et une boucherie. À proximité se trouve un bâtiment sur cave dont le comblement permet de l’interpréter comme étant une taverne ou un marchand de vin-(présence d'amphores vinaires et d'un service à boisson en céramique gauloise : grand vase, cruches, gobelets et écuelles). La présence de jetons de compte éparpillés sur l'ensemble de ces structures valide la destination commerciale de celles-ci. De même que les autres structures de l'oppidum, les différents bâtiments constituants le complexe C ont fait l'objet d'une refondation totale dans le premier quart du Ier siècle av. J.-C., ils évoquent par leur architecture un macellum, marché romain avec sa place centrale et ses boutiques, les tabernae,.
La reprise des fouilles en 2010 a permis de retrouver d'autres bâtiments résidentiels. Par exemple, plus loin à l'est de l'esplanade du sanctuaire, en bordure de celle-ci, le « bâtiment K » présente à la fois des marqueurs d'une occupation aristocratique et artisanale. Les outils retrouvés permettent en effet de postuler dans l'enceinte de ce bâtiment l'existence d'un atelier de travail du cuir, interprété comme un cordonnier-gantier s'étant apparemment spécialisé dans le chamoisage des peaux.

### Le théâtre
Un théâtre gallo-romain a été découvert en septembre 2011 et est encore en cours d’étude. La particularité de celui-ci est que, sous le théâtre gallo-romain en forme de fer à cheval, se trouvent les traces d'un bâtiment de même forme et en bois, datant de l'époque de l'indépendance. La destination exacte de cette dernière structure n'est pas connue avec certitude. L'interprétation actuelle, non définitive, fait de cet hémicycle d'assemblée, pouvant recevoir près de 200 personnes, le lieu de réunion politique des arvernes,,.
Le mobilier céramique ainsi que les monnaies romaines collectés dans les couches du théâtre permettent de dater deux phases de construction : la première s'étalant du milieu du Ier siècle apr. J.-C. jusqu'au tout début du IIe siècle, la seconde jusqu'à la fin du IIe siècle,.

### Chronologie de l’occupation

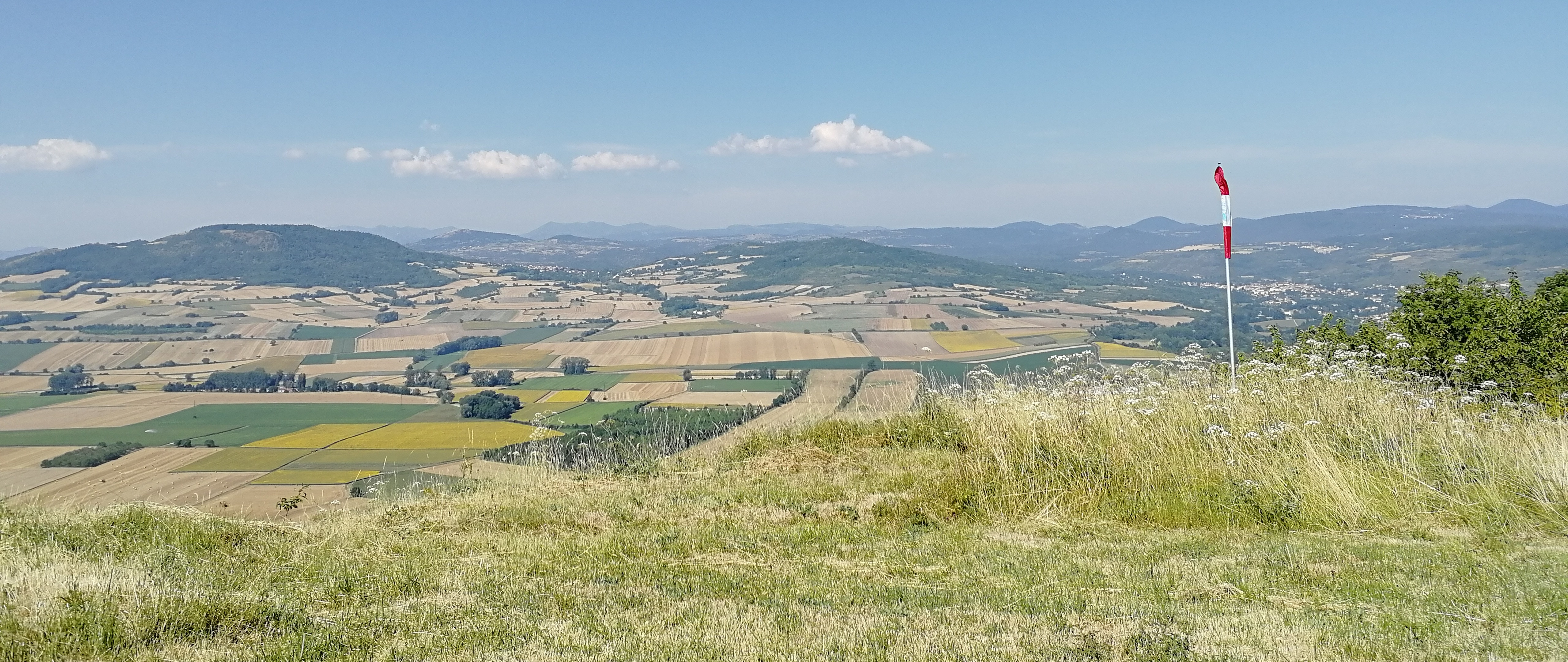
Vue du plateau de Corent

Outre les structures liées à l'oppidum de la fin de l'Âge du fer, on retrouve sur le site des traces d'occupation antérieures à l'installation laténienne. Il n'y a cependant pas de continuité entre les niveaux néolithique, de l'Âge du bronze ou du premier âge du fer et l'oppidum gaulois de la Tène finale. Le sanctuaire est donc fondé sur un terrain inoccupé, au plus tard dans le dernier quart du IIe siècle av. J.-C. On peut supposer, quoiqu'aucune preuve tangible autre qu'un faisceau de présomptions ne vienne étayer cette hypothèse, que le sanctuaire est fondé par le roi arverne Luernos, ou par son fils Bituitos, avant la défaite de ce dernier lors de la bataille du confluent et son exil à Rome.
Les quartiers artisanaux et résidentiels proches du sanctuaire sont ensuite construits, sensiblement à la même époque (La Tène D1). Tout porte à croire qu'il s'agit d'une fondation contrôlée, respectant un plan d'urbanisme préétabli. Les bâtiments sont alors bâtis en bois et terre, sur une structure en bois avec poteaux porteurs. Le parcellaire est orienté selon des axes nord-sud et est-ouest.
Une première reconstruction partielle de l'oppidum, notamment du complexe C, et une réorientation du parcellaire, selon des axes décalés vers le nord-ouest, ont lieu vers le changement de siècle aux alentours de 100 av. J.-C. Lors de ces modifications, l'emprise du parcellaire, quoique réorienté, reste le même. Cet état est qualifié d'« horizon classique de Corent » par l'archéologue Matthieu Poux, responsable des fouilles actuelles sur le site. La guerre des Cimbres qui a lieu de 109 à 105 av. J.-C. est peut-être à l'origine de cette évolution urbaine.
Une seconde reconstruction est effectuée à la Tene D2 aux alentours de 80 à 70 av. J.-C. Cette reconstruction traduit l'adoption par les Arvernes de techniques de construction méditerranéennes. Cet état est qualifié d'« empierré » par les archéologues en raison de l'irruption de ce matériau dans les modes de construction locaux. C'est cette ville qui voit la prise de pouvoir et la mort de Celtillos et qui voit grandir le jeune Vercingétorix. C'est également vers cette période que commence le lent déclin de la ville.
La période de la guerre des Gaules ne voit pas de modification architecturale majeure de la ville à l'exception de la réfection complète du sanctuaire. La désaffection de l'oppidum devient plus sensible et est probablement à mettre en rapport avec l'essor du site de Gergovie et la fondation d'Augustonemetum/Clermont-Ferrand.
À l'époque romaine, le site est encore occupé par une agglomération secondaire romaine centrée autour du sanctuaire et du théâtre, reconstruits au début du Ier siècle apr. J.-C. Reconnue sur plusieurs hectares lors des campagnes de fouille ouvertes en 2013 et 2014, cette agglomération comprend plusieurs habitations maçonnées sur cave, ainsi qu'un atelier de potier,. Le sanctuaire sera encore remanié vers 200 apr. J.-C. et reste fréquenté jusqu'au IVe siècle.

## Analyse

### La capitale des Arvernes?
L'oppidum de Corent est, à l'heure actuelle, considéré comme le candidat le plus probable pour localiser la capitale des Arvernes au temps de l'indépendance. Strabon mentionne dans sa géographie que cette capitale, située sur les rives d'un fleuve (appelé abusivement « Liger » par l'auteur grec, en fait l'Allier), est nommée Nemossos.
Plusieurs sites antiques ou protohistoriques ont pu être successivement la capitale des Arvernes. Le premier site, le plus ancien, est le site d'Aulnat-Gandaillat, également appelé « la grande borne ». Occupé du IIIe au IIe siècle av. J.-C., les scientifiques estiment que cette agglomération ouverte couvrait une superficie d'environ 150 ha.
Lors de la fondation du sanctuaire de Corent, le pouvoir politique est transféré au nouvel oppidum. On ignore si ce transfert se fait dès l'origine, ou plus tard, à l'abandon définitif du site d'Aulnat. L'ancienne agglomération disparaît probablement lors de l'invasion des Cimbres. Un fragment de Posidonios concernant le roi arverne Luern pourrait évoquer cette fondation :

« Luern, pour gagner la faveur de la multitude, se faisait transporter sur un char à travers les campagnes, et jetait de l’or et de l’argent aux myriades de Celtes qui le suivaient. Il faisait enclore un espace de douze stades carrés, sur lequel il faisait remplir des cuves avec des boissons d’un grand prix, et préparer de telles quantités de victuailles que, plusieurs jours durant, il était permis à ceux qui voulaient entrer dans l’enceinte de goûter aux mets qu'on avait préparés et qui étaient à disposition sans interruption. »

Juste avant ou à la suite de la guerre des Gaules, le pouvoir politique semble être transféré à Gergovie, peut-être sous l'impulsion du noble Epasnactos[réf. nécessaire]. Corent décline à son tour.
Enfin, lors de la réorganisation de la Gaule par Marcus Vipsanius Agrippa, vers 30 av. J.-C., le pouvoir se fixe à Augustonemetum, future Clermont-Ferrand. Gergovie est abandonnée et Corent est reléguée au second plan.

### Corent, Gondole et Gergovie
Les oppida de Corent, Gergovie et Gondole sont extrêmement proches. Proches dans l'espace puisque moins de 7 km les séparent, mais aussi dans le temps car les trois sites coexisteront pendant plusieurs décennies. Toutefois Jules César ne mentionne aucune des deux autres villes lors de son récit de la bataille de Gergovie. Ceci amène à se poser la question des rapports qu'elles entretenaient entre elles.
L'archéologue Matthieu Poux a émis à ce sujet l'hypothèse d'un seul oppidum ouvert au tissu urbain extrêmement lâche regroupant les trois sites, l'un des sites étant davantage consacré aux activités politiques et religieuses (Corent), le second, consacré aux activités artisanales et commerciales (Gondole) et le troisième, plus spécifiquement lié à la sphère militaire (Gergovie). Ce « meta-oppidum » serait ce que César désigne comme « Gergovie ». Son camp se serait alors trouvé au cœur du dispositif urbain arverne, mais face à la citadelle de la ville et c'est cette dernière qui lui aurait résisté.
Une autre hypothèse vient du journaliste Jean Baruch qui place la bataille de Gergovie sous les remparts de Corent et pour qui l'oppidum de Corent est donc la ville désignée par César sous le nom de Gergovie. La Gergovie « officielle » ne serait qu'une ville plus tardive, fondée comme intermédiaire entre l'abandon de Corent et la fondation d'Augustonemetum. Cette hypothèse prend place dans le cadre de la polémique réfutant le site de Gergovie comme étant celui de la bataille et n'est donc pas cautionnée par la communauté scientifique.
En tout état de cause, les rapports entretenus par les trois principaux noyaux urbains de la cité Arverne de l'époque de la Tène sont complexes. Les fouilles touchant les trois oppida se plaçant sur des zones de fonctions différentes (remparts, faubourg artisanal et centre monumental), la nature exacte de ces rapports restera encore pour un temps certain à l'état d'hypothèse. Il semble par ailleurs qu'un réseau routier monumentalisé les reliait, ce réseau transparaît encore partiellement dans le réseau viaire actuel.

### Corent et les autres sites proches
D'autres sites archéologiques que les deux oppida de Gergovie et de Gondole se trouvent à proximité de l'oppidum et peuvent être mis en relation avec celui-ci. On peut mentionner à cet égard la nécropole gallo-romaine des Martres-de-Veyre, fouillée au début du XXe siècle et particulièrement renommée pour le bon degré de conservation de ses vestiges organiques, bois et cuir en particulier. Certains de ces vestiges de cuir sont d'ailleurs susceptibles d'être issus de l'artisanat de l'oppidum de Corent.
On peut également mentionner le site portuaire du Bay, contemporain de l'oppidum.
À proximité de l'oppidum de Corent, un important site de stockage datant de l'âge du fer a été mis au jour en 2015 : constitué d'environ un millier de silos d'une capacité de 0,5 à 1,5 tonne de céréales, il est installé sur une poche d'argile d'un ancien étang. La capacité de l'installation est au moins trois fois supérieure à celles de la même époque observées en Allemagne, dans le Berry ou en Catalogne.

## Mise en valeur actuelle du site

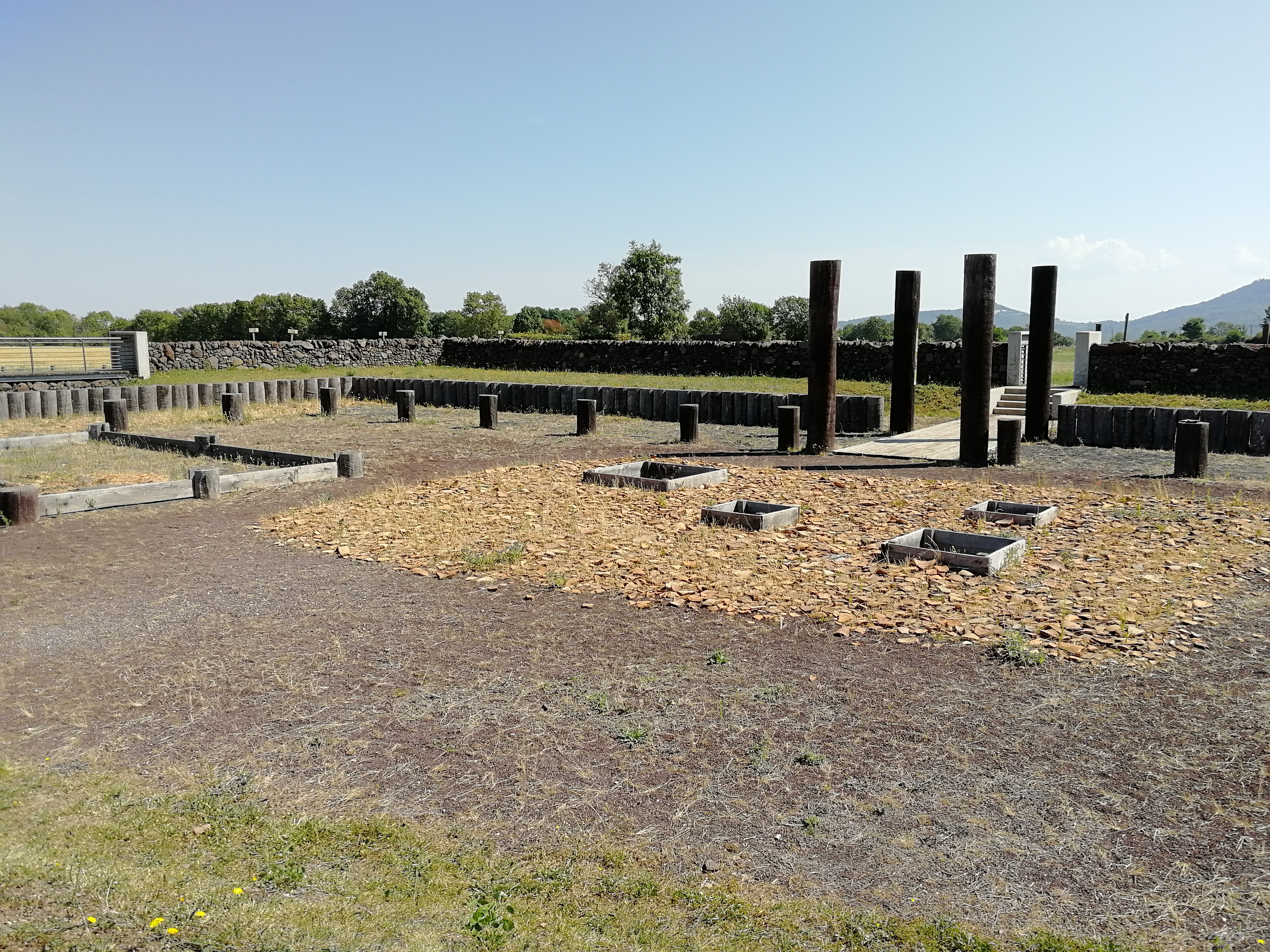
Mise en valeur du sanctuaire de Corent

Le Conseil départemental du Puy-de-Dôme a fait l'acquisition des terrains sur lesquels se trouvent les restes du sanctuaire et a entrepris des travaux destinés à valoriser le site et permettre l'accueil des visiteurs.
Les artéfacts découverts lors des fouilles ont été exposés à Lezoux, au musée départemental de la céramique, du 24 septembre 2010 au 30 septembre 2011, dans le cadre d'une exposition sur l'oppidum de Corent.
Quelques objets ont ensuite été présentés à Paris, à la cité des sciences de la Villette, lors de l'exposition « Gaulois, une exposition renversante » du 19 octobre 2011 au 2 septembre 2012.
Enfin, différentes animations 3D de reconstitutions du site ont été réalisées par la société de production audiovisuelle Court-Jus Production.